# Ригер, Рейнхард
Рейнхард Ригер  (нем. Reinhard Rieger) — австрийский зоолог.

## Биография
Рейнхард Ригер изучал зоологию и ботанику в университете Вены. После окончания учёбы был назначен в Университет Северной Каролины в Чапел-Хилл в США. С 1985 года он преподавал зоологию в университете Инсбрука.
Основными вопросами исследования Ригера были морфология, эволюционная биология и эволюция основных групп животных, в частности, плоских червей. В последнее время он руководил рабочей группой по исследованию стволовых клеток турбеллярий.
Вместе с Вильфридом Вестхайде он является автором фундаментального труда по зоологии «Специальная зоология» (Spezielle Zoologie). 

## Труды
- Westheide, W., Rieger, R.: Spezielle Zoologie Teil 1, 2. Auflage, Elsevier (2006)
- Westheide, W., Rieger, R.: Spezielle Zoologie Teil 2, 2. Auflage, Spektrum Verlag (2007)